# Vezzano (Neviano degli Arduini)
Vezzano è una frazione del comune di Neviano degli Arduini, in provincia di Parma.
La località dista 8,86 km dal capoluogo.

## Geografia fisica
Vezzano sorge alla quota di 611 m s.l.m., sulla sponda destra del torrente Parmossa, in Val Cedra.

## Storia
Il borgo fu fondato in epoca altomedievale; la più antica testimonianza della sua esistenza risale al 1º luglio 836, quando Vezano fu citata tra le terre assegnate dalla regina Cunegonda, vedova del re d'Italia Bernardo, in dote del monastero di Sant'Alessandro di Parma.
In seguito a servizio del borgo fu edificata una cappella, nominata per la prima volta nel 1230.
Nei primi anni del XV secolo nelle vicinanze di Vezzano, a monte dei borghi di Rusino e Moragnano, fu edificata, probabilmente per volere del signore di Tizzano Ottobuono de' Terzi, la rocca di Belvedere. Nel 1409, in seguito all'uccisione del condottiero, il castello fu occupato dal marchese Odoardo Pallavicino, per conto del marchese di Ferrara Niccolò III d'Este.
Dopo la cessione di Parma in cambio di Reggio Emilia nel 1420 al duca di Milano Filippo Maria Visconti, quest'ultimo nel 1441 investì nuovamente del feudo di Belvedere, comprendente le località di Rusino, Moragnano, Vezzano, Groppizioso, Lalatta, Treviglio e Musiara, i conti Guido e Giberto Terzi.
Dopo breve tempo, però, il Duca assegnò i feudi di Neviano, Ranzano, Pratopiano, Campora, Vezzano, Castelmozzano, San Martino di Mozzano, Urzano e Lupazzano a Paganino e Giorgio da Palù; tuttavia, l'anno seguente Giorgio non riuscì a versare la somma dovuta e l'investitura fu revocata. Filippo Maria incaricò il podestà di Parma Oldrado Lampugnani di governare i feudi per suo conto.
Tra il 1447 e il 1448, nella breve parentesi temporale in cui Parma si rese indipendente da Milano, il Comune cittadino affidò direttamente la gestione del territorio dipendente dalla rocca di Belvedere, includendo anche Vezzano, al podestà Antonio Caviceo, ma nel 1450 il duca Francesco Sforza elevò il feudo al rango di contea e lo assegnò ancora ai Terzi, che ricevettero conferma dell'investitura nove anni dopo.
Nel 1551, durante la guerra di Parma, il castello fu assaltato e conquistato da Camillo Rossi. Nel 1666 il marchese Scipione I de' Rossi, oberato dai debiti contratti per rientrare in possesso della contea di San Secondo, fu costretto a cedere alla Camera Ducale di Parma tutte le rocche appenniniche in suo possesso. Nel 1774 il feudo di Belvedere fu assegnato al conte Giuseppe Camuti, che nel 1790 lo cedette, in cambio di alcune terre a Ronchetti di San Secondo, al conte Pietro Andrea Leggiadri Gallani; quest'ultimo ne mantenne i diritti fino al 1805, quando i decreti napoleonici sancirono la loro abolizione nell'ex ducato di Parma e Piacenza.

## Monumenti e luoghi d'interesse

### Chiesa di San Donnino

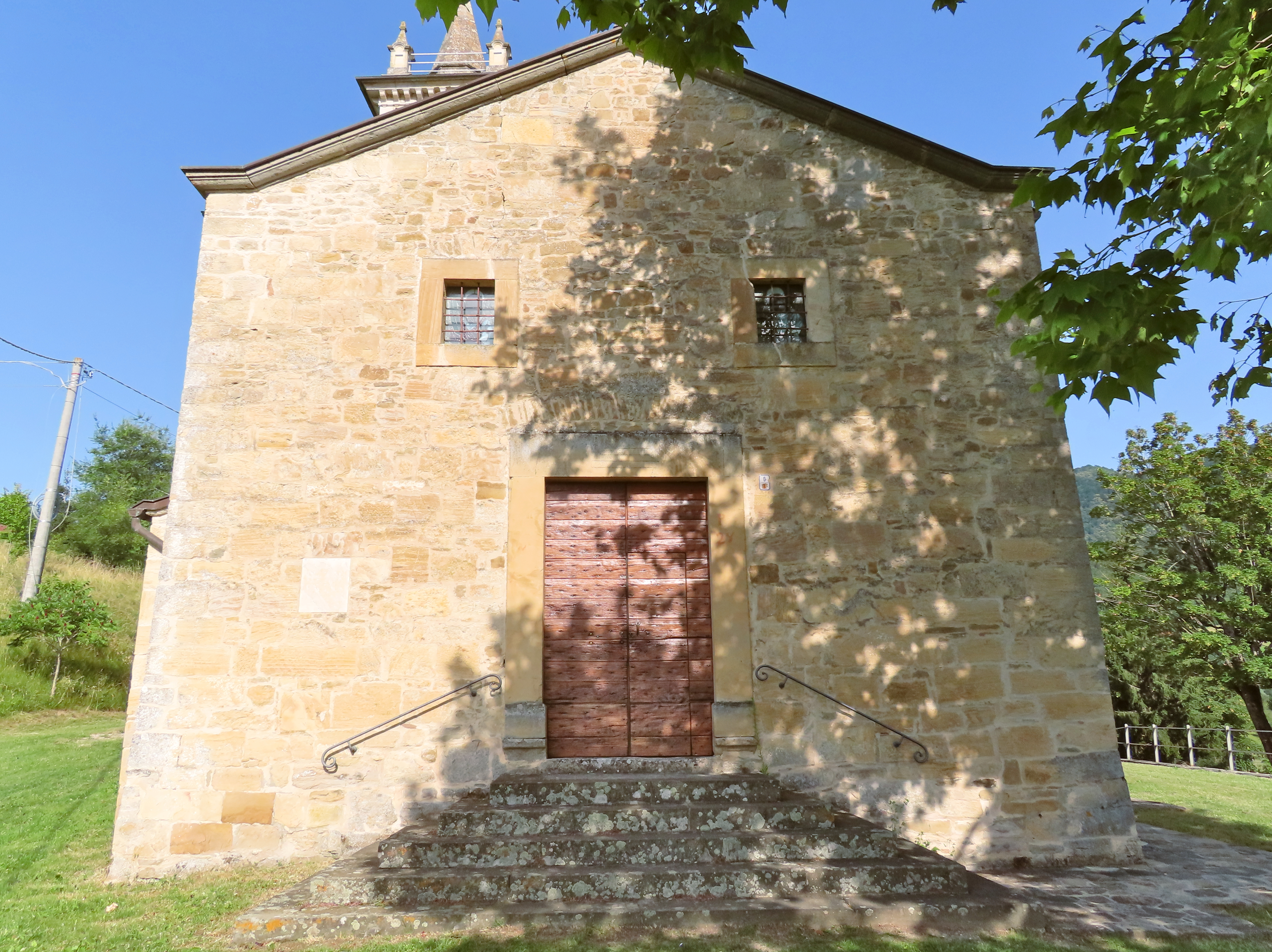
Chiesa di San Donnino

Menzionata per la prima volta nel 1230, la cappella fu unita al vicino oratorio di Pietta tra il 1299 e il 1564, quando fu elevata a sede parrocchiale autonoma; completamente ristrutturata dopo il 1650, fu nuovamente modificata in stile neoclassico tra il 1757 e il 1758; restaurata nel 1874, fu affiancata dal campanile tra il 1883 e il 1888. L'edificio, sviluppato su una pianta a navata unica affiancata da due cappelle sulla sinistra e una sulla destra, presenta una semplice facciata a capanna in arenaria; all'interno l'aula è ornata sui fianchi con lesene doriche, mentre il presbiterio absidato, coperto da una volta a botte lunettata affrescata, accoglie una pala d'altare seicentesca.

### Fontana monumentale
Realizzata nel 1925 dallo scultore Daniele Comelli, la fontana marmorea, dedicata all'umanista Basinio Basini, è costituita da un alto piedistallo, affiancato dalle statue di due leoni; di fronte, la vasca centrale è sormontata da un mascherone e da una lapide, mentre ai lati sono poste altre due vasche; in sommità è affisso un bassorilievo raffigurante una cartagloria, mentre a coronamento è collocata una copia della Lupa capitolina.

### Monumento agli Alpini
Realizzato nel 1967 da Daniele Comelli, il monumento marmoreo, dedicato "Agli Alpini, Artiglieri Alpini, Genieri Alpini e tutti i caduti per la patria", è costituito da un basamento, su cui è collocato un obelisco sormontato da un'aquila con le ali spiegate; davanti, su un alto piedistallo si erge una statua raffigurante un alpino che tiene tra le mani una picozza.

## Geografia antropica
La frazione risulta composta da cinque principali nuclei abitati distinti: Vezzano, Mussatico, Prada, Montetenero e Casale.